# Koordinatenfunktion
Als Koordinatenfunktion werden in der linearen Algebra, der Analysis und in der Topologie spezielle Funktionen bezeichnet, welche die {\displaystyle i}-te Komponente eines Tupels liefern, beispielsweise die Komponenten eines Spaltenvektors oder des Funktionswertes einer Abbildung.

## Definition
Seien {\displaystyle a\in \mathbb {R} ^{n}} ein {\displaystyle n}-Tupel {\displaystyle (a_{1},a_{2},\dotsc ,a_{n})} und {\displaystyle i\in \{1,\dotsc ,n\}}.
Dann ist die {\displaystyle i}-te Koordinatenfunktion {\displaystyle f_{i}\colon \mathbb {R} ^{n}\to \mathbb {R} } definiert als
{\displaystyle f_{i}(a)=a_{i}}.
Definitionsmenge und Zielmenge für {\displaystyle f_{i}} können je nach Kontext unterschiedlich definiert sein.

### Beispiel
Der Übergang von kartesischen Koordinaten {\displaystyle x} und {\displaystyle y} zu Polarkoordinaten {\displaystyle r} und {\displaystyle \varphi } wird durch die beiden Koordinatenfunktionen
{\displaystyle x(r,\varphi )=r\,\cos \varphi \,\,} und
{\displaystyle y(r,\varphi )=r\,\sin \varphi }
beschrieben.

## Topologie
Sei {\displaystyle \varphi \colon U^{\varphi }\to A^{\varphi }}eine Karte auf einer Mannigfaltigkeit mit der Dimension {\displaystyle m}.
Für einen Punkt {\displaystyle p\in U^{\varphi }} ist dann {\displaystyle \varphi (p)} ein {\displaystyle m}-dimensionales Koordinatentupel in {\displaystyle \mathbb {R} ^{m}}:
{\displaystyle \varphi (p)=(\varphi ^{1}(p),\varphi ^{2}(p),\dotsc ,\varphi ^{m}(p))}.
Es gibt für {\displaystyle \varphi } also insgesamt {\displaystyle m} Koordinatenfunktionen {\displaystyle \varphi ^{i},\;i\in \{1,\dotsc ,m\}}, die jeweils die {\displaystyle i}-te Koordinate für {\displaystyle \varphi (p)} liefern. Die hochgestellten Indizes sollten nicht mit Potenzen oder der Ableitung verwechselt werden.